# Interstate 88 (oost)
De Interstate 88 oost (afgekort I-88) of Warren M Anderson Expressway is een Interstate highway die enkel loopt in de staat New York. De snelweg loopt van Binghamtom tot aan Rotterdam. De snelweg is ongeveer 190 kilometer lang. 

## Routebeschrijving
De snelweg begint aan de noordkant van Binghamton, een regionale stad met 47.000 inwoners. De snelweg slaat af van de Interstate 81, en telt 2x2 rijstroken. De snelweg loopt parallel aan de rivier de Susquehanna. Men passeert Oneonta, de enige plaats op de route met meer dan 10.000 inwoners. De snelweg is behoorlijk rustig, omdat het geen belangrijke doorgaande route is tussen grote steden. De New York State Route 7 loopt parallel aan de snelweg voor de hele route. Bij Schenectady, een regiostad met 62.000 inwoners, sluit de I-88 aan op de Interstate 90.
2 · 4 · 5 · 8 · 10 · 12 · 15 · 16 · 17 · 19 · 20 · 22 · 24 · 25 · 26 · 27 · 29 · 30 · 35 · 37 · 39 · 40 · 43 · 44 · 45 · 49 · 55 · 57 · 59 · 64 · 65 · 66 · 68 · 69 · 70 · 71 · 72 · 73 · 74 · 75 · 76 (west) · 76 (oost) · 77 · 78 · 79 · 80 · 81 · 82 · 83 · 84 (west) · 84 (oost) · 85 · 86 (west) · 86 (oost) · 87 · 88 (west) · 88 (oost) · 89 · 90 · 91 · 93 · 94 · 95 · 96 · 97 · 99 · 165 · 238 · 265 · 277 · 278 · 287 · 355 · 390 · 465 · 485 · 565 · 684 · 787 · 790 · 865

Hawaii:
H-1 · H-2 · H-3  
Alaska:
A-1 · A-2 · A-3 · A-4  
Puerto Rico:
PR-1 · PR-2 · PR-3